# Kiel
Kiel város Németországban, Schleswig-Holstein szövetségi tartomány fővárosa.

## Fekvése
Németország északi részén, a Balti-tenger partján fekszik.

## Története
1239-ben kezdték el építeni a városfalat. 1283-tól Hanza-város volt. A város nevét először 1233-ban említették. 1518-ban Kielt kizárták a Hanza szövetségből.
1665-ben Keresztély Albert holstein-gottorpi herceg megalapította a Kieli Egyetemet. 1728-ban a várban megszületett Karl Friedrich von Schleswig-Holsten-Gottorp herceg, a későbbi III. Péter orosz cár.
1773-tól Kiel Dániához tartozott. 1803-ban alapították meg a botanikus kertet a városban.
A városhoz fűződik az 1814. évi kieli béke. 1838-ban megalakult a Schweffel und Howaldt gépgyár, a város első nagy ipari vállalata (ma Howaldtswerke-Deutsche Werft (HDW) a neve). 1844-ben kiépült a vasút, ezzel a város rohamosan fejlődni kezdett. 1850-ben itt épült meg az első tengeralattjáró a világon.
1866-tól Poroszországhoz tartozott. 1904-ben itt alapították meg a THW Kiel nevezetű kézilabdacsapatot, amely eddig háromszor nyerte meg az EHF-bajnokok ligáját. 1938. augusztus 22-én itt kezdődtek a kieli német-magyar tárgyalások. A magyar kormányzat az etnikai revíziót tartotta reális megoldásnak, ám elvek szintjén sosem szakadt el a teljes revízió gondolatától sem.
1992-ben a város megalapításának a 750. évfordulóját ünnepelte.

## Közlekedés

### Közúti közlekedés
A várost érinti az A210-es és az A215-ös autópálya.

### Vízi közlekedés
Kiel Németország harmadik legnagyobb kikötője (utazások szerint Puttgarden és Rostock után.

## Híres lakói
- Eric Braeden, színész

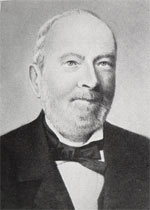
August Howaldt

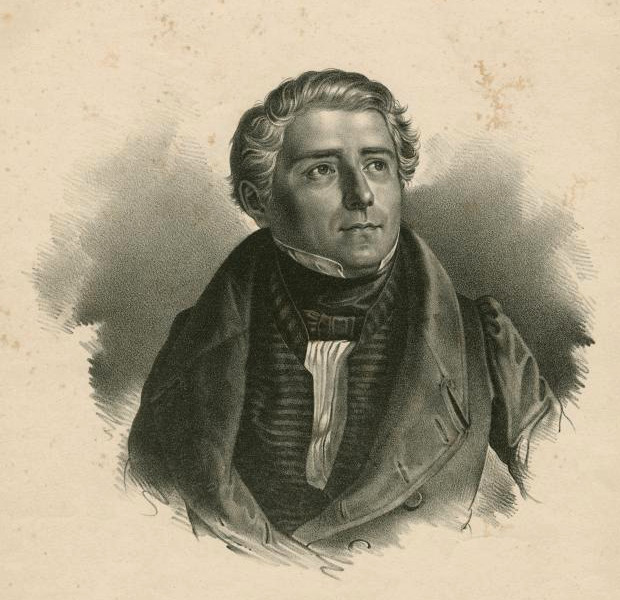
Carl Loewe

- Friedrich Boie, ornitológus, herpetológus
- Heinrich Boie, herpetológus
- Ernst Busch, színész, író és zenegyűjtő
- Rudolf Hell, feltaláló
- Johannes Wolfgang Willy Friedlieb Heuer, üzletember
- August Howaldt, Howaldtswerke alapítója
- Otto Kretschmer, tengeralattjáró-parancsnok
- Georg Landsberg, matematikus
- Carl Loewe, zeneszerző
- III. Péter orosz cár
- Max Planck, fizikus
- Karl Leonhard Reinhold, filozófus
- Adolf Remane, zoológus
- Ernst von Salomon, író
- Ernst Steinitz, matematikus
- Ferdinand Tönnies, társadalomkutató
- Itt született Alfred Brinckmann német sakkjátékos, sakkbajnok és sakkíró (1891–1967)

## Látnivalók
- kikötő
- Tengeralattjáró-emlékmű Laboeben
- olimpiai falu
- tengerpart - Kielline
- Balti-tenger-csatorna
- régi és új botanikus kert
- rakpart
- Szent Nyikoláj-templom
- Szent Miklós-templom

## Kultúra

### Színház
- Városi színház
- Operaház
- Lengyel színház
- Vígszínház

### Mozik
- CinemaxX, Multiplex
- Álommozi
- A híd
- Metró mozi

### Múzeumok
- Számítógépszínház
- Geológiai múzeum
- Műcsarnok
- Gépmúzeum
- Tartományi könyvtár
- Orvostudományi múzeum
- Hajómúzeum
- Város galéria
- Állatkert

## Éghajlata
| Hónap                         | Jan.  | Feb.  | Már.  | Ápr. | Máj. | Jún. | Júl. | Aug. | Szep. | Okt. | Nov.  | Dec.  | Év    |
| ----------------------------- | ----- | ----- | ----- | ---- | ---- | ---- | ---- | ---- | ----- | ---- | ----- | ----- | ----- |
| Rekord max. hőmérséklet (°C)  | 13,4  | 16,0  | 21,4  | 29,3 | 33,5 | 34,4 | 34,2 | 35,0 | 30,1  | 25,2 | 19,5  | 14,8  | 35,0  |
| Átlagos max. hőmérséklet (°C) | 2,0   | 3,0   | 6,0   | 11,0 | 16,0 | 20,0 | 21,0 | 21,0 | 18,0  | 13,0 | 8,0   | 4,0   | 12,0  |
| Átlagos min. hőmérséklet (°C) | −2,0  | −2,0  | 0,0   | 3,0  | 7,0  | 11,0 | 12,0 | 12,0 | 10,0  | 7,0  | 3,0   | 0,0   | 5,1   |
| Rekord min. hőmérséklet (°C)  | −20,8 | −24,8 | −14,5 | −6,9 | −3,0 | 1,6  | 4,3  | 4,7  | 0,6   | −6,2 | −12,0 | −15,1 | −24,8 |
| Havi napsütéses órák száma    | 39    | 64    | 106   | 171  | 230  | 237  | 219  | 220  | 151   | 102  | 52    | 35    | 1627  |
| Forrás: DWD; wetterkontor.de; |       |       |       |      |      |      |      |      |       |      |       |       |       |

## Közigazgatás
Kielben 30 városrész van. Ezek a városrészek 18 kerületet alkotnak.
| - Közép - 1 Óváros - 2 Előváros - 3 Exerzierplatz - 4 Damperhof - 11 Südfriedhof - Ravensberg/Brunswik/Düsternbrook - 5 Brunswik - 6 Düsternbrook - 7 Blücherplatz - 9 Ravensberg - Steenbek-Projensdorf - 8 Wik z.T. - Wik - 8 Wik z.T. - Schreventeich/Hasseldieksdamm - 10 Schreventeich - 15 Hasseldieksdamm | - Gaarden - 12 Gaarden-Ost - 13 Gaarden-Süd und Kronsburg - Hassee/Vieburg - 14 Hassee - Ellerbek/Wellingdorf - 16 Ellerbek - 17 Wellingdorf - Holtenau - 18 Holtenau - Pries-Friedrichsort - 19 Pries - 20 Friedrichsort - Neumühlen-Dietrichsdorf/Oppendorf - 21 Neumühlen-Dietrichsdorf (mit Oppendorf) | - Elmschenhagen/Kroog - 22 Elmschenhagen (mit Kroog) - Suchsdorf - 23 Suchsdorf - Schilksee - 24 Schilksee - Mettenhof - 25 Mettenhof - Russee/Hammer - 26 Russee - Meimersdorf/Moorsee - 27 Meimersdorf - 28 Moorsee - Wellsee/Kronsburg/Rönne - 29 Wellsee - 30 Rönne |

## A népesség alakulása
| Év                  | Lakosok száma |
| ------------------- | ------------- |
| 1300.               | 1000          |
| 1450.               | 2000          |
| 1682.               | 3310          |
| 1750.               | 4500          |
| 1768.               | 5268          |
| 1773.               | 5430          |
| 1781.               | 5739          |
| 1803.               | 7075          |
| 1825.               | 10035         |
| 1830.               | 10833         |
| 1835. február 1. ¹  | 11622         |
| 1840. február 1. ¹  | 12344         |
| 1845. február 1. ¹  | 13572         |
| 1855. február 1. ¹  | 16274         |
| 1860. február 1. ¹  | 17541         |
| 1864. december 3. ¹ | 18770         |

| Év                  | Lakosok száma |
| ------------------- | ------------- |
| 1867. december 3. ¹ | 24.216        |
| 1871. december 1. ¹ | 31.764        |
| 1875. december 1. ¹ | 37.246        |
| 1880. december 1. ¹ | 43.594        |
| 1885. december 1. ¹ | 51.707        |
| 1890. december 1. ¹ | 69.172        |
| 1895. december 2. ¹ | 85.666        |
| 1900. december 1. ¹ | 107.977       |
| 1905. december 1. ¹ | 163.772       |
| 1910. december 1. ¹ | 211.627       |
| 1916. december 1. ¹ | 191.937       |
| 1917. december 5. ¹ | 194.609       |
| 1919. október 8. ¹  | 205.330       |
| 1925. június 16. ¹  | 213.587       |
| 1933. június 16. ¹  | 218.335       |
| 1939. május 17. ¹   | 273.735       |

| Év                     | Lakosok száma |
| ---------------------- | ------------- |
| 1945. december 31.     | 199.579       |
| 1946. október 29.      | 214.335       |
| 1950. szeptember 13. ¹ | 254.449       |
| 1956. szeptember 25. ¹ | 256.727       |
| 1961. június 6. ¹      | 273.284       |
| 1965. december 31.     | 270.415       |
| 1970. május 27. ¹      | 271.719       |
| 1975. december 31.     | 262.164       |
| 1980. december 31.     | 250.062       |
| 1985. december 31.     | 245.682       |
| 1987. május 25. ¹      | 237.767       |
| 1990. december 31.     | 245.567       |
| 1995. december 31.     | 246.033       |
| 2000. december 31.     | 232.612       |
| 2005. június 30.       | 229.715       |

¹ Népességszámlálás eredménye

## Testvérvárosai
- Franciaország Brest (1964)
- Egyesült Királyság Coventry (1967)
- Finnország Vaasa (1985)
- Észtország Tallinn (1986)
- Németország Stralsund (1987)
- Oroszország Kalinyingrád (1992)
- Oroszország Szovjetszk (1992)